# 木村俊太
木村 俊太（きむら しゅんた、2001年7月27日 - ）は、日本のプロアイスホッケー選手。北海道河西郡芽室町出身。ポジションはディフェンス。アジアリーグアイスホッケーのレッドイーグルス北海道に所属。

## 経歴
武修館高等学校から東洋大学に進学。
2024年5月7日にアジアリーグアイスホッケーのレッドイーグルス北海道に入団。

## 詳細情報

### 背番号
- 43（2024年 - ）